# Viola arborescens
Viola arborescens es una especie de violeta. Se encuentra en la región del Mediterráneo meridional.

## Descripción
Es una pequeña mata leñosa y ramificada desde la base. Las hojas son alargadas, curvadas hacia el interior y pubescentes. Las flores son largamente pedunculadas, de color violeta pálido con estrías oscuras. Por el hábitat donde vive (pinares, márgenes de caminos, etc.), por su carácter leñoso y por la forma de las hojas es muy fácil diferenciarla del resto de violas, que prefieren lugares más húmedos y sombríos y suelen tener hojas cordadas.

## Taxonomía
Viola arborescens fue descrita por Linneo y publicado en Species Plantarum 935, en el año 1753.